# Josafat de Judá

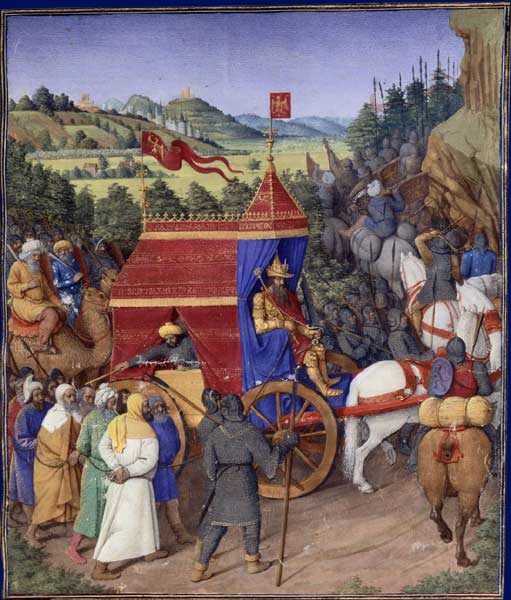
Triunfo de Josafat sobre Adad de Siria. Ilustración de Jean Fouquet

 (1420 - 1481) según las Antigüedades judías de Flavio Josefo: 
Josafat (en hebreo: יהושפט , romanización: Yhw shft, literalmente: Yahw ha juzgado) según el Tanaj, fue el hijo y sucesor de Asa, rey de Judá y de Azubá, hija de Silhí. Fue el sexto rey de la Casa de David y el cuarto del Reino de Judá. Ascendió al trono con 35 años y reinó 25 años (c 870-c 849 a. C.). Su reinado fue contemporáneo de los de Acab, Ocozías y Joram, reyes de Israel.

## Reinado
En la Biblia se le describe como un buen rey, que no sirvió a dioses extranjeros, aunque muchos de sus súbditos todavía adoraban en los lugares altos, que no habían sido eliminados (1 R. 22:43; 2 Cr. 17:3). En su tercer año envió príncipes, levitas y sacerdotes por todo Judá para enseñar al pueblo los principios de la Ley de Dios (2 Cr. 17:7-9), y Dios lo bendijo por esta causa. Al volver del norte, Josafat continuó las reformas religiosas y judiciales iniciadas por su padre (1 R. 22:46; 2 Cr. 17:6). También instituyó un cuerpo judicial en Jerusalén para actuar como suprema corte del país (2 Cr. 19:4-11). 
Pudo hacer las paces con Israel y también ganar el respeto y el favor de las naciones vecinas, algunas de las cuales le enviaron regalos (1 R. 22:44; 2 Cr. 17:11). Se le critica que relacionara su casa con la de Omrí de Israel, al tomar a Atalía, la idólatra hija de Acab, como esposa para su hijo (2 R. 8:18).
Según parece, el hijo de Josafat, Joram, fue corregente en el trono hacia el fin del reinado de su padre. Josafat fue sepultado en las tumbas reales de Jerusalén (2 Cr. 21:1).

## Alianzas
Mientras visitaba a Acab después de la batalla de Qarqar (853 a. C.), Josafat fue incitado por el rey israelita a ayudarlo en una campaña para reconquistar Ramot de Galaad de los sirios. La campaña fracasó y en la batalla Acab fue derrotado y mortalmente herido, pero Josafat escapó (1 R. 22:1-38; 2 Cr. 18:1-34). Según el historiador Chris McKinny, su alianza con Israel probablemente se promulgó por razones militares y financieras, ya que Israel le era un poderoso aliado (y un socio de los fenicios) que le podía ayudar a mantener el control sobre Edom. La confraternización de Josafat con el rey de Israel fue severamente reprendida por el profeta Jehú, hijo de Hanani (2 Cr. 19:1, 2). 
Más tarde, durante su reinado, los amonitas, moabitas y edomitas se unieron para invadir Judá desde el sur. Josafat buscó a Dios pidiendo liberación y el Señor atendió su oración. Los enemigos empezaron a pelear entre sí y en una sangrienta lucha se destruyeron mutuamente, hasta el punto que "ninguno" escapó (2 Cr. 20:1-30). Fue probablemente este desastre lo que le dio a Josafat acceso al fuerte edomita de Ezión-geber, aparentemente no ocupado por Judá desde el tiempo de Salomón. Ocozías de Israel se unió a él en una empresa para construir navíos con fines comerciales. Pero los barcos naufragaron, presumiblemente por una tempestad. Ocozías parece haber sugerido un segundo intento, pero Josafat no aceptó la idea, porque había sido reprendido por el profeta Eliezer por haberse unido con el malvado rey de Israel (1 R. 22:48, 49; 2 Cr. 20:35-37). Más tarde, se alió con Joram, otro hijo de Acab, en una campaña contra Moab, que tuvo cierto éxito (2 R. 3:4-27).

## Sucesión
| Predecesor: Asa | Rey de Judá 873 – 849 a. C. | Sucesor: Joram |